# Rosato Rosati (politico)
Rosato Rosati (Viterbo, 22 settembre 1934 – Viterbo, 19 luglio 2008) è stato un politico italiano.

## Biografia
Nato a Viterbo nel 1934, fu un esponente della Democrazia Cristiana della corrente fanfaniana. Eletto più volte consigliere comunale del capoluogo e consigliere provinciale, fu assessore e sindaco di Viterbo per due mandati dal luglio 1975 al novembre 1983. Fu in seguito assessore provinciale e presidente della Provincia di Viterbo dal febbraio 1992 al giugno 1993.
Morì a 74 anni il 19 luglio 2008.